# یوهان فریدریش دیفن‌باخ
جان فردریش دفنباخ (به انگلیسی: Johann Friedrich Dieffenbach)
، (۱ فوریه ۱۷۹۲–۱۱ نوامبر ۱۸۴۷) پزشک و جراح به نام آلمانی می‌باشد. تخصص او در پیوند پوست دست و جراحی پلاستیک می‌باشد. کارهای او در جراحی فک و صورت موجب به وجود آمدن تکنیک‌های مدرن در جراحی ترمیمی شد.